# SN 2000ah
SN 2000ah – supernowa odkryta 9 marca 2000 roku w galaktyce A115327-0059. W momencie odkrycia miała maksymalną jasność 20,90m.